# Venetiaans glas

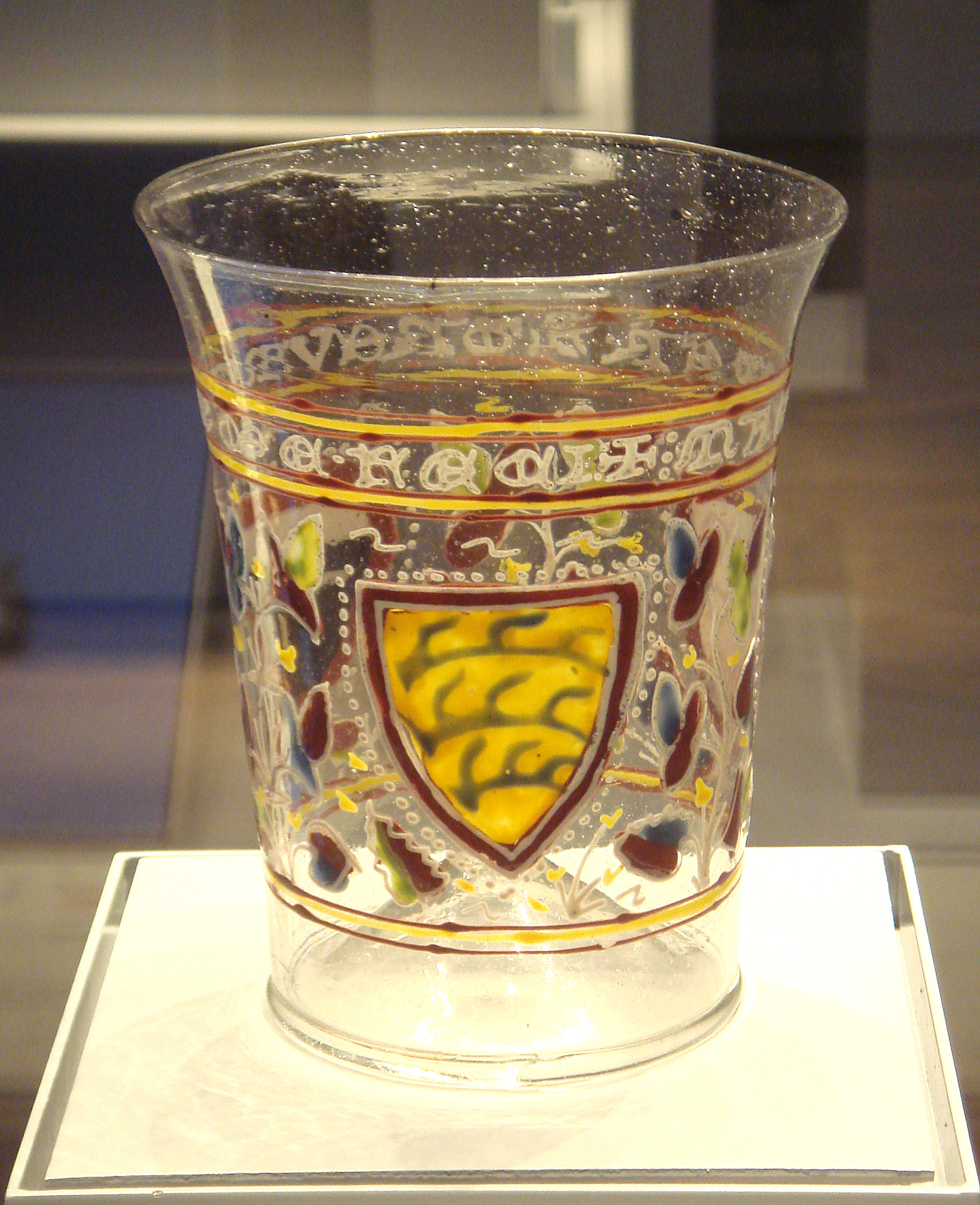
Een glas uit ± 1330

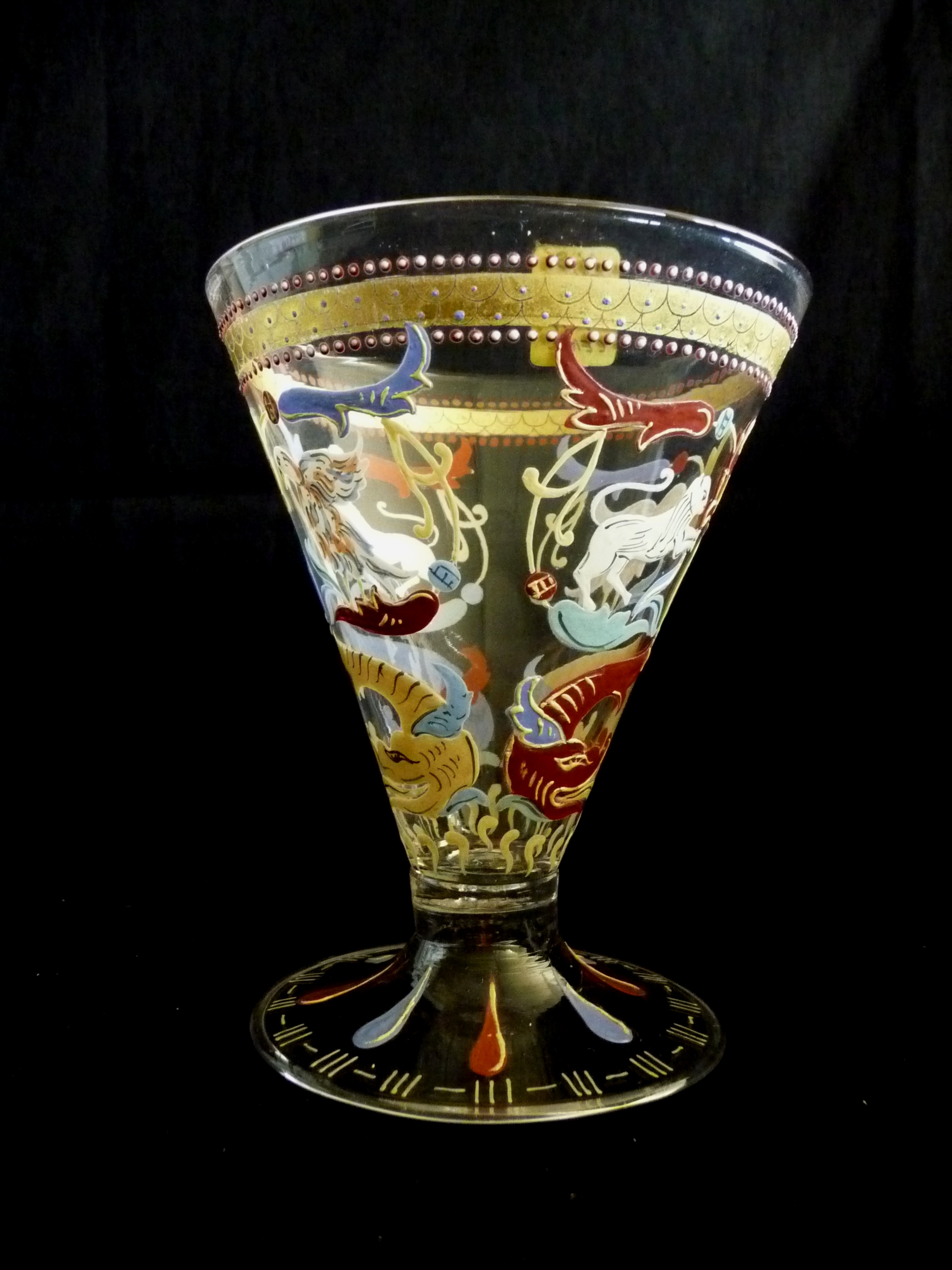
Een vaas uit de 19e eeuw

Venetiaans glas is een voor velen direct herkenbare vorm van geblazen glaswerk, dat met gebruik van oorspronkelijk Romeinse technieken al sinds de 13e eeuw op nagenoeg dezelfde wijze wordt vervaardigd. Niet alleen zuiver kristalglas is iets dat oorspronkelijk uit Venetië komt, Ook het gebruik van diverse kleuren glas door en naast elkaar is een typisch kenmerk van Venetiaans glas.
Zuiver kristalglas werd in later eeuwen in diverse steden in Europa nagemaakt onder andere in Antwerpen; daar noemde men het façon de Venise.

## Geschiedenis
Waarschijnlijk is de techniek van het glasbewerken door kunstenaars uit Constantinopel in Venetië geïntroduceerd. Zij waren meegekomen met de kruisvaarders die Constantinopel tijdens de Vierde Kruistocht hadden veroverd. Een andere mogelijkheid is dat in deze tijd het procedé van glas ontkleuren, wat in de vergetelheid geraakt was, herontdekt werd waarna de Venetianen in staat waren om zuiver kristalglas te produceren.
Op het eind van de 13e eeuw was het eiland Murano het centrum van deze industrie. Vanwege het brandgevaar moest dit op een eiland gebeuren en mocht dit niet binnen de stedelijke bebouwing plaatsvinden. Tevens hoopte men daarmee de kennis van het procedé geheim te houden.
Nog voor het begin van de 16e eeuw kreeg met de techniek van het emailleschilderen, oorspronkelijk ontdekt in de islamitische wereld, onder de knie en men gebruikte deze techniek voor decoratie. Ook ging men het glas graveren en vergulden.
In de 16e eeuw beheerste men de technieken zo goed, dat men zeer ingewikkelde vormen en versieringen wist te maken. Tot op de dag van vandaag is de glasproductie nog steeds een belangrijke bron van inkomsten voor de economie en voor toeristische souvenirs uit Venetië.
Murano kent tegenwoordig een aantal heel oude glasmakerijen, zoals Venini, Pauly, Seguso en Barovier & Toso. Deze laatst werd in 1295 opgericht en is het op 31 na oudste bedrijf ter wereld.

## Productieproces
Het maken van Venetiaans glaswerk is een complex proces. Het glas wordt gemaakt van siliciumdioxide. Om het niet te snel te laten stollen wordt natriumoxide toegevoegd. Deze stoffen worden eerst verhit om het te smelten. Wanneer het weer stolt maar nog niet hard is, wordt het bewerkt. Eventueel wordt natrium toegevoegd om het glas ondoorzichtig te maken of nitraat en arseen om luchtbellen te verwijderen. Het vergt veel ervaring en vakmanschap om het glas in de meest creatieve vormen te krijgen.
Om het glas te kleuren worden andere stoffen gebruikt. Om het glas de kleur blauw te geven wordt een kleine hoeveelheid koper en kobalt toegevoegd. Wanneer het glas afgekoeld is heeft het een blauwe kleur gekregen. Op dezelfde manier kan met een kleine hoeveelheid goud een rode kleur verkregen worden.
Hierna wordt het werk nog geëmailleerd en eventueel gegraveerd of versierd met een tekening van bladgoud.